# 캄포사노
캄포사노(이탈리아어: Camposano)는 이탈리아 캄파니아주 나폴리현의 코무네다. 나폴리로부터 북동쪽으로 약 25km거리에 있다.